# Sangaris geometrica
Sangaris geometrica är en skalbaggsart som först beskrevs av Bates 1872. Sangaris geometrica ingår i släktet Sangaris och familjen långhorningar.
Artens utbredningsområde är:
- Costa Rica.
- Nicaragua.
- Panama.

Inga underarter finns listade i Catalogue of Life.